# Девушка по вызову
Девушка по вы́зову  (англ. call girl) — проститутка, работающая, как правило, по рекомендации клиентов и телефонным вызовам. По этой системе, впрочем, работают и некоторые мужчины, оказывающие сексуальные услуги за денежное вознаграждение.

## Особенности
- Для расширения клиентуры часто использует рекламные объявления на разных носителях[4].
- Зачастую оказывает изысканные «услуги»[5].
- Зарабатывает больше, чем «уличная»[6][7].
- У проститутки такого класса есть шанс поменять статус и стать содержанкой лояльного клиента[5].

## Интернет
Многие девушки по вызову имеют свои странички в сети Интернет.